# Richard Kahn (Unternehmen)
Die Richard Kahn GmbH war ein deutscher Konzern mit Industrieholding, der bis 1932 bestand und Beteiligungen an mehreren großen deutschen Unternehmen hielt. Der Bankrott des Konzerns brachte etliche Unternehmen in ernsthafte Schwierigkeiten. 

## Geschichte
Die Richard Kahn GmbH wurde durch den Unternehmer Richard Kahn als Dachgesellschaft für seine Unternehmensbeteiligungen gegründet. Zu den Beteiligungen des Kahn-Konzerns zählten unter anderem die Stock Motorpflug AG, die Deutsche Niles-Werke AG, die Maschinenfabrik Geislingen (MAG), die Riebe-Werk AG, die Vereinigte Fabriken C. Maquet AG, die Schnellpressenfabrik AG Heidelberg und die Rhenania Motorenfabrik, die 1917 von Richard Kahn zusammen mit Alfred Eversbusch gegründet wurde. Unter den einzelnen Unternehmen des Konzerns bestanden Interessengemeinschafts-Verträge, die eine gegenseitige Gewinn- und Verlustbeteiligung vorsahen. Die Dachgesellschaft Richard Kahn GmbH glich Verluste einzelner Unternehmen mit dem Reingewinn der anderen Gesellschaften aus und verteilte den eventuell übrig bleibenden Betrag auf alle Unternehmen gemäß der Höhe von deren Stammkapital.
Aufgrund von Unrentabilität einiger Konzerngesellschaften und einer enormen Verschuldung brach das gesamte Konzernkonstrukt 1932 zusammen, und Kahn selbst wurde nach Ermittlungen gegen ihn inhaftiert. Bereits 1931 wurden jedoch einige der profitablen Geschäftsbereiche, darunter die Schnellpressenfabrik und die Niles-Werke, auf Drängen der Banken aus dem Konzern ausgegliedert. Diese zählten zu den größten Gläubigern und sicherten somit ihre eigenen Interessen, da ein beträchtlicher Teil der Unternehmensanteile schon an sie verpfändet war.